# リテュアル・デ・ロ・ハビテュアル
リテュアル・デ・ロ・ハビテュアル（Ritual De Lo Habitual）はアメリカのバンド、ジェーンズ・アディクションの第3作（メジャー2作目）アルバム。バンドにとって初の全米アルバム・チャートのトップ100入りを果たし、19位に達するヒット作となるが、本作を最後に一度解散。

## 収録曲
1. ストップ! - Stop! (4:14)
2. ノー・ワンズ・リービング - No One's Leaving (3:01)
3. エイント・ノー・ライト - Ain't No Right (3:34)
4. オビアス - Obvious (5:55)
5. ビーン・コート・スティーリング - Been Caught Stealing (3:34)
6. スリー・デイズ - Three Days (10:48)
7. ゼン・シー・ディド - Then She Did... (8:18)
8. オフ・コース - Of Course (7:02)
9. クラシック・ガール - Classic Girl (5:07)